# 民事
民事（）とは、私人間の法律関係に関する事項、あるいは私法上の法律関係に関する事項をいう。また軍事と合わせて、国際関係における分類の一つである。
公権力との関係広い意味では、公権力と私人との法律関係に関する刑事や行政、あるいは非民事との対比で用いられる。この場合は商事を含み（例えば、民事訴訟は商事に関する訴訟も含む）、このことを強調する場合は民商事ともいう。民事訴訟の対象となる事件は刑事事件との対比で、民事事件と呼ぶことがある。
商事との関係私法上の法律関係について民法と区別して商法という法体系を有する法域では、商法が適用されない法律関係、すなわち商事ではないという文脈で民事の語が用いられることがある。民事会社と商事会社など。
軍事との関係国際関係を考える上での一分野として軍事と合わせて民事がある。
また、英米法においては、公権力と私人との法律関係に関するものであっても、民事手続を用いるものについては「民事」というなど、大陸法とは用語法を異にする。